# ASCII Media Works
ASCII Media Works (japonsky アスキー・メディアワークス, Asukí Media Wákusu), dříve Kabušiki gaiša ASCII Media Works (japonsky 株式会社角川書店, Kabušiki gaiša Asukí Media Wákusu), je japonské nakladatelství a divize společnosti Kadokawa Future Publishing sídlící v Šindžuku v Tokiu. Vzniklo 1. dubna 2008 splynutím dvou japonských nakladatelství, ASCII Corporation a MediaWorks.
ASCII Media Works se zabývá vydáváním knih, zábavných časopisů a časopisů o počítačích, mangy a videoher. Je známé svou řadou Dengeki (japonsky 電撃), pod kterou publikuje časopisy, jako je Comic Dengeki daió nebo Dengeki G's Magazine, a provozuje obchodní značky, jmenovitě například Dengeki Bunko.

## Historie
ASCII Media Works vzniklo 1. dubna 2008 splynutím dvou japonských nakladatelství, ASCII Corporation a MediaWorks. Společnost je nástupcem MediaWorks, přesto se jejím prezidentem stal Kijoši Takano, bývalý prezident ASCII. Do roku 2013 byla členem skupiny Kadokawa. Dle oficiální tiskové zprávy, kterou vydala Kadokawa Corporation, stál za splynutím růst v používání internetu a mobilních telefonů. Nakladatelství se tak rozhodly rozšířit své obchodní činnosti, aby naplnily stále rostoucí potřeby a požadavky zákazníků. ASCII přispělo znalostmi v informačních technologiích a výpočetní technice a MediaWorks v oblasti zábavných médií, jako je anime, manga, light novely, videohry a časopisy. Původně mělo dojít ke splynutí tří nakladatelství, kterými jsou Enterbrain, ASCII a MediaWorks. Od tohoto plánu se však opustilo.
V dubnu 2011 byly videoherní divize ASCII Media Works, Kadokawy Šoten a Enterbrainu spojeny a daly vzniku společnosti Kadokawa Games. ASCII Media Works přestala být samostatnou společností 1. října 2013, kdy byla spolu s dalšími osmi firmami spojena s Kadokawa Corporation. Stala se tak divizí Kadokawa Future Publishing.

## Časopisy
Časopisy nakladatelství ASCII Media Works.

### Vydávané
- Dengeki G's Magazine (měsíčník; od roku 1992)
- Dengeki Nintendo (měsíčník; od roku 1992)
- Dengeki maó (měsíčník; od roku 1992)
- Comic Dengeki daió (měsíčník; od roku 1994)
- Dengeki PlayStation (měsíčník; od roku 1994)
- Dengeki hime (měsíčník; od roku 1997)
- Dengeki Hobby Magazine (měsíčník; od roku 1998)
- Hoši navi (měsíčník; od roku 2000)
- Dengeki Girl's Style (měsíčník; od roku 2003)
- Šúkan ASCII (týdeník; od roku 2006)
- Dengeki Arcade Game (čtvrtletník; od roku 2006)
- Character Parfait (dvouměsíčník; od roku 2006)
- Dengeki Bunko Magazine (dvouměsíčník; od roku 2007)
- Ubuntu Magazine Japan (různě; od roku 2009)
- Mobile ASCII (čtvrtletník; od roku 2010)
- Comic@loid (dvouměsíčník; od roku 2012)
- ASCII Cloud (měsíčník; od roku 2013)
- MacPeople (měsíčník; od roku ???)

#### Speciální vydání
- Dengeki moeó (Dengeki daió; dvouměsíčník; od roku 2002)
- Dengeki G's Festival! (Dengeki G's Magazine; od roku 2004)
- Dengeki G's Festival! Comic (Dengeki G's Magazine; dvouměsíčník; od roku 2007)
- Character Parfait Comic & Puzzle (Character Parfait; dvouměsíčník; od roku 2010)
- Rekidama (Dengeki Bunko Magazine; dvouměsíčník; od roku 2010)
- Viva Tales of Magazine (Dengeki maó; měsíčník; od roku 2011)
- Character Parfait Puchi (Character Parfait; čtvrtletník; od roku 2011)
- Dengeki Game Appli (Mobile ASCII; dvouměsíčník; od roku 2011)
- Dengeki G's Comic (Dengeki G's Magazine; měsíčník; od roku 2012)
- Dengeki daió „g“ (Dengeki daió; měsíčník; od roku 2013)
- God Eater Magazine (Dengeki PlayStation; různě; od roku 2013)

### Ukončené
- Business ASCII (měsíčník; 1977–2010)
- Unix Magazine (čtvrtletník; 1986–2009)
- MacPower (měsíčník; 1990–2010)
- Network Magazine (měsíčník; 1998–2009)
- Figure Maniacs Otome Gumi (dvouměsíčník; 1999–2011)
- Dengeki Layers (dvouměsíčník; 2003–2010)
- ASCII PC (měsíčník; 2006–2013)
- Sylph (měsíčník; 2006–2017)
- ASCII.technologies (měsíčník; 2009–2011)
- Papier* (dvouměsíčník; 2009–2012)
- Dengeki Comic Japan (měsíčník; 2010–2012)

#### Speciální vydání
- i-mode de asobu! (Dengeki maó; dvouměsíčník; 2001–2012)
- Dengeki PSP (Dengeki PlayStation; různě; 2004–2011)
- Dengeki Games (Dengeki Nintendo; měsíčník; 2006–2011)
- Dengeki Scale Modeler (Dengeki Hobby Magazine; dvouměsíčník; 2007–2008)
- Dengeki Black maó (Dengeki maó; čtvrtletník; 2007–2010)
- CLaCLa (Dengeki hime; čtvrtletník; 2007–2008)
- Dengeki G's Festival! Deluxe (Dengeki G's Magazine; různě; 2007–2010)
- Dengeki G's Festival! Anime (Dengeki G's Magazine; různě; 2008–2009)
- Dengeki Festival! Heaven (Dengeki G's Magazine; jedno číslo; 2008)
- Visualboy Brush (ASCII PC; čtvrtletník; 2008–2010)
- Dengeki Layers Bible (Dengeki Layers; různě; 2009–2010)
- Dengeki PlayStation 3 (Dengeki PlayStation; různě; 2009)
- Dengeki daió Genesis (Sylph; dvouměsíčník; 2010–2012)
- Dengeki FPS (Dengeki Girl's Style; jedno číslo; 2010)
- Dengeki 5pb. (ASCII PC; jedno číslo; 2010)

## Obchodní značky

### Zabývající se light novelami
- Dengeki Bunko (od roku 1993)
- B-Prince Bunko (od roku 2008)
- Jewel Books (od roku 2014)[12]

### Zabývající se mangou
- Dengeki Comics
- Sylph Comics (od roku 2008)

### Zabývající se knihami
- Mahó no Island Bunko (od roku 2007)[13]
- Media Works Bunko (od roku 2009)[14]